# 牯岭凤仙花
牯岭凤仙花（学名：Impatiens davidi）是凤仙花科凤仙花属的植物，是中国的特有植物。分布于中国大陆的湖北、江西、福建、浙江、安徽、湖南等地，生长于海拔300米至700米的地区，一般生于山谷林下及草丛中潮湿处，目前尚未由人工引种栽培。

## 别名
野凤仙